# Kropywna (obwód czerkaski)
Kropywna (ukr. Кропивна) – wieś na Ukrainie, w obwodzie czerkaskim, w rejonie złotonoskim. W 2001 roku liczyła 1261 mieszkańców.